# Ry Jaune
Ry Jaune är ett vattendrag i Belgien.   Det ligger i provinsen Namur och regionen Vallonien, i den södra delen av landet, 70 km söder om huvudstaden Bryssel. Ry Jaune ligger vid sjöarna  Lac de l'Eau d'Heure och Lac de la Plate Taille.
Omgivningarna runt Ry Jaune är en mosaik av jordbruksmark och naturlig växtlighet. Runt Ry Jaune är det ganska tätbefolkat, med 56 invånare per kvadratkilometer.